# Astana Pro Team/2013

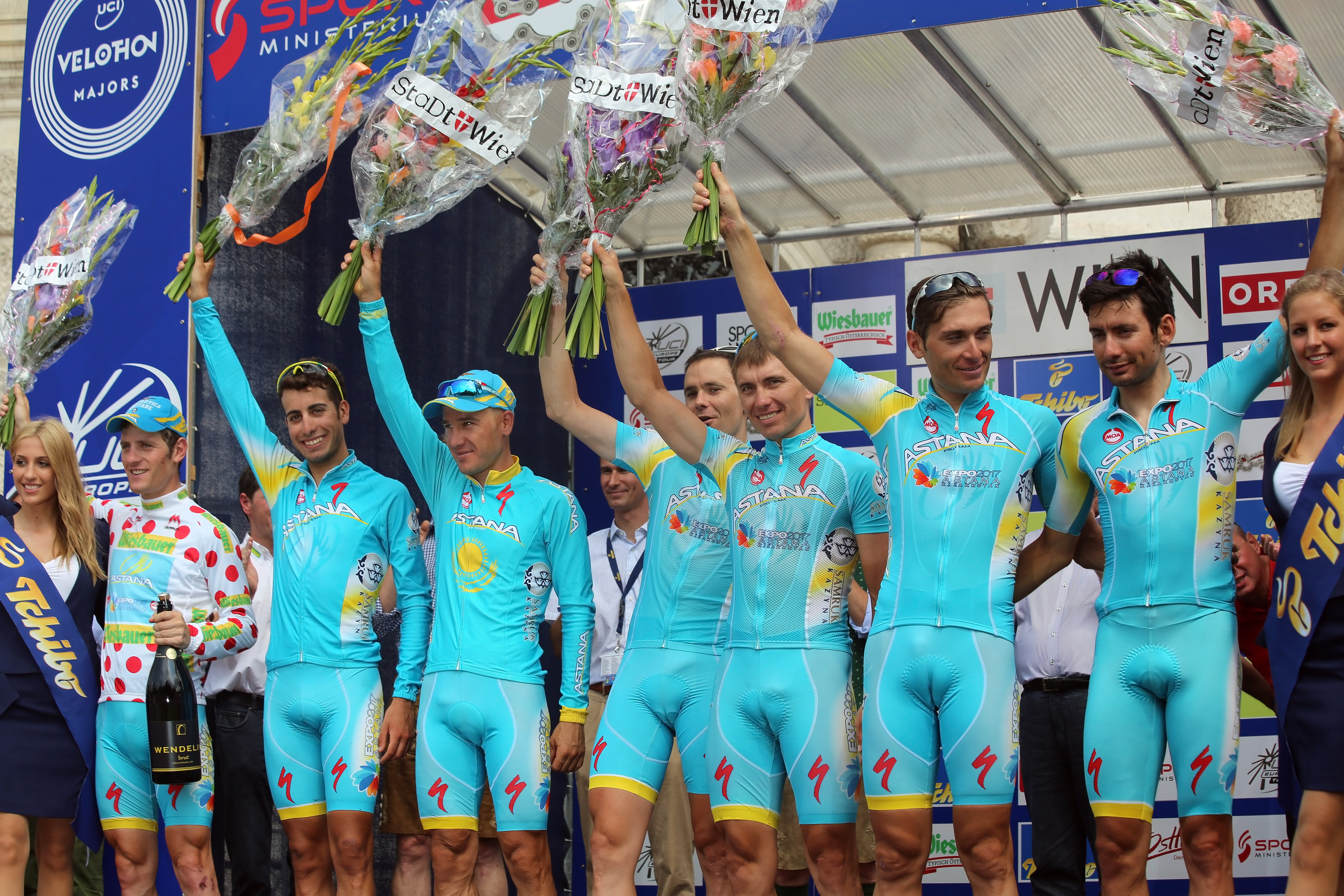
Team Astana in 2013

Deze pagina geeft een overzicht van de Astana ProTeam-wielerploeg in  2013.

## Algemeen
Teammanager; Giuseppe Martinelli
Ploegleiders; Guido Bontempi, Lorenzo Lapage, Dimitri Sedoun, Aleksandr Sjefer
Kopmannen; Andrea Guardini, Janez Brajkovič, Vincenzo Nibali, Jakob Fuglsang

## Renners
| Naam                 | Geboortedatum | Nationaliteit    | Ploeg 2012                |
| -------------------- | ------------- | ---------------- | ------------------------- |
| Valerio Agnoli       | 06-01-1985    | Italië           |                           |
| Fabio Aru            | 03-07-1990    | Italië           |                           |
| Asan Bazajev         | 22-02-1981    | Kazachstan       |                           |
| Borut Božič          | 08-08-1980    | Slovenië         |                           |
| Janez Brajkovič      | 18-12-1983    | Slovenië         |                           |
| Aleksandr Djatsjenko | 17-10-1983    | Kazachstan       |                           |
| Jakob Fuglsang       | 22-03-1985    | Denemarken       | RadioShack-Nissan-Trek    |
| Enrico Gasparotto    | 23-03-1982    | Italië           |                           |
| Francesco Gavazzi    | 01-08-1984    | Italië           |                           |
| Andrij Grivko        | 07-08-1983    | Oekraïne         |                           |
| Dmitri Groezdev      | 13-03-1986    | Kazachstan       |                           |
| Andrea Guardini      | 16-12-1989    | Italië           | Farnese Vini-Selle Italia |
| Jacopo Guarnieri     | 14-08-1987    | Italië           |                           |
| Evan Huffman         | 07-01-1990    | Verenigde Staten |                           |
| Maksim Iglinski      | 18-04-1981    | Kazachstan       |                           |
| Tanel Kangert        | 11-03-1987    | Estland          |                           |
| Arman Kamysjev       | 14-03-1991    | Kazachstan       | CT Astana                 |
| Andrej Kasjetsjkin   | 21-03-1980    | Kazachstan       |                           |
| Fredrik Kessiakoff   | 17-05-1980    | Zweden           |                           |
| Alexey Lutsenko      | 07-09-1992    | Kazachstan       | CT Astana                 |
| Dmitri Moeravjov     | 02-11-1979    | Kazachstan       |                           |
| Vincenzo Nibali      | 14-11-1984    | Italië           | Liquigas-Cannondale       |
| Simone Ponzi         | 17-01-1987    | Italië           |                           |
| Kevin Seeldraeyers   | 12-09-1986    | België           |                           |
| Jegor Silin          | 25-06-1988    | Rusland          |                           |
| Paolo Tiralongo      | 08-07-1977    | Italië           |                           |
| Roeslan Tleoebajev   | 07-03-1987    | Kazachstan       | CT Astana                 |
| Alessandro Vanotti   | 16-09-1980    | Italië           | Liquigas-Cannondale       |
| Andrej Zejts         | 14-12-1986    | Kazachstan       |                           |

## Belangrijkste overwinningen
Ronde van Langkawi
7e etappe: Andrea Guardini
Tirreno-Adriatico
Eindklassement: Vincenzo Nibali
Ronde van Trentino
4e etappe: Vincenzo Nibali
Eindklassement: Vincenzo Nibali
Ronde van Italië
18e etappe: Vincenzo Nibali
20e etappe: Vincenzo Nibali
Eindklassement: Vincenzo Nibali
Ronde van België
4e etappe: Maksim Iglinski
Nationale kampioenschappen wielrennen
Estland - tijdrit: Tanel Kangert
Kazachstan - wegwedstrijd: Aleksandr Djatsjenko
Ronde van Oostenrijk
1e etappe: Kevin Seeldraeyers
2e etappe: Kevin Seeldraeyers
Puntenklassement: Kevin Seeldraeyers
Bergklassement: Kevin Seeldraeyers
Ronde van Burgos
1e etappe: Simone Ponzi
Trittico Lombardo
Winnaar: Simone Ponzi
Ronde van Spanje
1e etappe (ploegentijdrit): Janez Brajkovič, Vincenzo Nibali, Paolo Tiralongo, Jakob Fuglsang, Andrij Grivko, Tanel Kangert
Ronde van Almaty
Maksim Iglinski
2005 · 2006 · 2007 · 2008 · 2009 · 2010 · 2011 · 2012 · 2013 · 2014 · 2015 · 2016 · 2017 · 2018 · 2019 · 2020 · 2021 · 2022 · 2023 · 2024 · 2025
AG2R-La Mondiale · Argos-Shimano · Astana · Belkin Pro Cycling · BMC Racing Team · Cannondale Pro Cycling Team · Euskaltel-Euskadi · FDJ · Team Garmin-Sharp · Katjoesja · Lampre-Merida · Lotto-Belisol · Team Movistar · Omega Pharma-Quick Step · Orica-GreenEdge · RadioShack-Leopard · Team Saxo-Tinkoff · Sky ProCycling · Vacansoleil-DCM